# Ammoglobigerina
Ammoglobigerina es un género de foraminífero bentónico de la subfamilia Trochammininae, de la familia Trochamminidae, de la superfamilia Trochamminoidea, del suborden Trochamminina, y del orden Trochamminida. Su especie tipo es Ammoglobigerina bulloides. Su rango cronoestratigráfico abarca desde el Turoniense (Cretácico superior) hasta la Actualidad.

## Discusión
Clasificaciones previas incluían Ammoglobigerina en el suborden Textulariina del orden Textulariida. Otras clasificaciones lo han incluido en el orden Lituolida.

## Clasificación
Ammoglobigerina incluye a las siguientes especies:
- Ammoglobigerina bulloides
- Ammoglobigerina globigeriniformis
- Ammoglobigerina globulosa
- Ammoglobigerina latestoma
- Ammoglobigerina sphaerica